# Парусное (Воронежская область)
Па́русное — деревня в Новоусманском районе Воронежской области. Входит в состав Усманского 1-го сельского поселения.

## География
Парусное расположено в 10 км от райцентра, по берегам реки Тамлык.

## История
Постановлением Администрации Воронежской области от 27 апреля 1994 года № 559 деревни Пчёлка и Парусное объединены в один населённый пункт — деревня Парусное.
До 2022 года деревня входила в состав Усманского 2-го сельского поселения. Законами Воронежской области от 25 февраля 2022 года № 3-ОЗ и № 4-ОЗ с 11 марта 2022 года Усманское 2-е сельское поселение было объединено с Усманским 1-м сельским поселением.

## Население
| 2000 | 2005 | 2008  | 2010 |
| ---- | ---- | ----- | ---- |
| 1241 | ↘812 | ↗1315 | ↘920 |

## Инфраструктура
В сентябре 2014 года в селе фельдшерско-акушерский пункт, построенный по областной программе. Работает крупное сельскохозяйственное предприятие ООО «Воронежская земля». С 1949 по 1996 годы работало опытно-производственное хозяйство «Парусное».
Уличная сеть
- ул. Заречная
- ул. Зелёная
- ул. Луговая
- ул. Молодёжная
- ул. Набережная
- ул. Полевая 1-я
- ул. Полевая 2-я
- ул. Садовая
- ул. Цветочная
- ул. Центральная
- ул. Школьная